# Hương Lâm Trừng Viễn
Hương Lâm Trừng Viễn (zh. 香林澄遠 xiānglín chéngyuǎn, ja. kyōrin chōon, năm 908 ౼ ngày 13 tháng 2 năm 987) là Thiền Sư Trung Quốc cuối đời Hậu Đường và đầu đời Tống, thuộc tông Vân Môn. Bên cạnh Thiền Sư Động Sơn Thủ Sơ, Sư được coi là pháp tử nổi danh nhất của Thiền Sư Vân Môn Văn Yển. Pháp hệ của tông Vân Môn phần lớn đều do các thế hệ đệ tử của Sư kế thừa. Đệ tử nối pháp của Sư có Thiền Sư Trí Môn Quang Tộ.

## Cơ duyên và hành trạng
Sư họ là Thượng Quan, quê ở Tuyến Trúc, Hán Châu, tỉnh Tứ Xuyên. Lúc còn nhỏ, Sư xuất gia ở Thành Đô. Đến năm 16 tuổi, Sư thọ giới Cụ túc.
Trong bốn năm đầu sau khi thọ đại giới, Sư đi vân du tham học khắp nơi. Cuối cùng Sư đến học nơi pháp hội của Vân Môn và làm thị giả ở đây. Vân Môn mỗi khi tiếp Sư đều gọi: "Thị giả Viễn!" Sư đáp: "Dạ." Vân Môn hỏi: "Ấy là gì?" Đó là pháp duy nhất Sư học tại Vân Môn. Sau 18 năm như vậy, Sư tỉnh ngộ.
Sư từ giã Vân Môn định đi nơi khác, Vân Môn bảo: "Sao chẳng nói một câu hướng thượng?" Sư suy nghĩ. Vân Môn bắt ở thêm ba năm.
Sau khi triệt ngộ, Sư đến trụ trì tại chùa Hương Lâm ở núi Thanh Thành (zh. 青城山), Ích Châu, tỉnh Tứ Xuyên và suốt 40 năm liền luôn chuyên tâm truyền bá Vân Môn tông, hướng dẫn học giả tu tập Thiền đạo. Người học đến đây tu tập rất đông.
Có vị tăng hỏi Sư: "Thế nào là ý Tổ Sư từ Tây sang?" Sư đáp: "Ngồi lâu sinh nhọc."
Vào ngày 13 tháng 2 năm thứ 4 (987) niên hiệu Ung Hy (zh. 雍熙) , Sư bảo chúng: "Lão tăng 40 năm mới dồi thành một khối" Nói xong, Sư ngồi kết già thị tịch, thọ 80 tuổi.